# Sofia Lind
Sofia Lind (* 4. September 1975) ist eine ehemalige schwedische Skilangläuferin.

## Werdegang
Lind, die für den Åsarna IK startete, lief international erstmals im November 1996 im Continental-Cup in Bruksvallarna und errang dabei den 28. Platz über 10 km klassisch. In den Jahren 1997 und 1999 gewann sie den Wasalauf. Ihr erstes von insgesamt zehn Weltcupeinzelrennen absolvierte sie im März 1999 in Falun, das sie auf dem 58. Platz über 15 km klassisch beendete. Ab der Saison 1999/2000 nahm sie vorwiegend an Rennen des Marathoncups teil. Dabei wurde sie in der Saison 1999/2000 Vierte beim König-Ludwig-Lauf und Zweite beim Wasalauf und erreichte damit den fünften Platz in der Gesamtwertung. In den Jahren 2001 bis 2003 errang sie beim Wasalauf jeweils den zweiten Platz und kam damit auf die Plätze sieben, 11 und neun in der Gesamtwertung des Marathon-Cups. In der Saison 2003/04 wurde sie Dritte beim Birkebeinerrennet und jeweils Zweite beim La Sgambeda und König-Ludwig-Lauf. Zudem gewann sie zum dritten Mal den Wasalauf und belegte zum Saisonende den dritten Platz in der Marathon-Cup Gesamtwertung. Im Januar 2004 erreichte sie in Falun mit dem 42. Platz im Skiathlon ihre beste Einzelplatzierung im Weltcup.
In der folgenden Saison lief Lind beim La Sgambeda und Birkebeinerrennet jeweils auf den dritten Platz und beim Isergebirgslauf und König-Ludwig-Lauf jeweils auf den zweiten Rang. Außerdem siegte sie erneut beim Wasalauf und errang damit wie im Vorjahr den dritten Platz in der Gesamtwertung. In ihrer letzten aktiven Saison 2005/06 belegte sie beim Isergebirgslauf, Marcialonga und König-Ludwig-Lauf jeweils den dritten Platz und kam damit auf den vierten Platz in der Gesamtwertung des Marathoncups. Beim Wasalauf 2006, der nicht in der Saison zur Rennserie gehörte, wurde sie Zweite.
Bei schwedischen Meisterschaften siegte Lind in den Jahren 2000 und 2003 mit der Staffel von Åsarna IK.

## Siege bei Worldloppet-Cup-Rennen
Anmerkung: Vor der Saison 2015/16 hieß der Worldloppet Cup noch Marathon Cup.
| Nr. | Datum        | Ort        | Rennen   | Disziplin                   |
| --- | ------------ | ---------- | -------- | --------------------------- |
| 1.  | 7. März 2004 | Sälen–Mora | Wasalauf | 90 km klassisch Massenstart |
| 2.  | 6. März 2005 | Sälen–Mora | Wasalauf | 90 km klassisch Massenstart |

## Marathon-Cup-Gesamtplatzierungen
| Saison  | Punkte | Platz |
| ------- | ------ | ----- |
| 2000    | 130    | 5.    |
| 2001    | 80     | 7.    |
| 2002    | 80     | 11.   |
| 2003    | 80     | 9.    |
| 2003/04 | 389    | 3.    |
| 2004/05 | 380    | 3.    |
| 2005/06 | 307    | 4.    |